# Joško Marušić
Joško Marušić (Split, 27. ožujka 1952.) hrvatski je autor animiranih filmova, karikaturist i sveučilišni profesor.

## Životopis
Joško Marušić rođen je u Splitu 1952. godine. U Splitu je završio klasičnu gimnaziju, a 1975. godine diplomirao na Arhitektonskom fakultetu u Zagrebu.
Bavi se stripom, karikaturom, ilustracijom, literaturom, producenturom i TV-autorstvom, teorijom animacije, no u fokusu zanimanja mu je autorski animirani film. Smatra se jednim od najznačajnijih stvaratelja iz Zagrebačke škole crtanog filma, a za svoje filmove dobio je brojne, često i prve ili značajne nagrade na najvažnijim svjetskim festivalima animacije (Annecy, Oberhausen, Ottawa, Zagreb, London Film Festival, Miami, Chicago, Tampere, Lille, Bruxelles, Melbourne, Madrid, Rotterdam, Beograd).
Osim autorskog djelovanja u animiranom filmu, također je bio umjetnički direktor Studija za animirani film u "Zagreb filmu" (1987. – 1989., 1995. – 1998.)
Bio je članom mnogih filmskih žirija, osnivač nekih crtanofilmskih škola, kao i gostujući profesor na nekoliko europskih učilišta.
Od 1992. do 1998. godine bio je umjetnički direktor Svjetskog festivala animiranog filma (Animafest) u Zagrebu.
Autor je koncepta i programa, te nakon toga i osnivač studija animacije kao samostalnog Odsjeka na Akademiji likovnih umjetnosti u Zagrebu (ALU), čiji je i prvi pročelnik. (Danas: Odsjek za animirani film i nove medije).
Piše teoretske tekstove i članke o animaciji u časopisima Hrvatski filmski ljetopis i Vijenac. Njegovi tekstovi iz povijesti i o teoriji animacije tiskani su u nekoliko zbornika i knjiga.
Ilustrirao je tridesetak slikovnica za djecu i školskih udžbenika. Višestruki je dobitnik najvećih državnih nagrada za ilustracije u tom žanru: "Grigor Vitez" i "Ivana Brlić Mažuranić".
Bio je član poznate strip-grupe "Novi kvadrat", te je sudjelovao na izložbama i u izdanjima albuma strip- grupe.
Od 1982. do 1989. godine urednik je, autor i voditelj televizijske emisije o filmu "Obojena svjetlost".
Također se čitavo vrijeme bavi i karikaturom, pa je imao kolumne karikatura u  "Studentskom listu", "Omladinskom listu", "Večernjem listu", "Vjesniku", "Poletu", "Nedjeljnoj Dalmaciji", "Danasu", "Slobodnoj Dalmaciji", "Vijencu", "Bebama", "Smibu" ...
Autor je stalnog postava "Zagrebačka škola animacije" u Muzeju grada Zagreba, kao i dokumentarnog filma "40 godina u 40 minuta" o Zagrebačkoj školi animacije, koji se prikazuje posjetiteljima.
Donirao je Muzeju grada Karlovca kolekciju originalnih crteža iz filmova autora Zagrebačke škole animiranog filma.
Imao je i tri samostalne izložbe slika: 
- 1992. u galeriji KIC-a – "Mravlja kiselina"
- 1997. u galeriji "D" – "Noć prije porinuća"
- 2004. u galeriji Stančić  - "Nijemo kolo"

## Animirani filmovi
Njegovi filmovi dobili su mnogobrojne, često i prve nagrade na najznačajnijim svjetskim festivalima animiranih filmova.
Poznati kritičar i teoretičar animacije Giannalberto Bendazzi uvrstio je njegov film "I Love You too..." u svoj „The Tour of Animation in 84 Films – Jewels of a Century“ - izbor od 84 najbolja filma u povijesti animacije (Annecy 2000.)
- "Iznutra i izvana"  (1977., Zagreb film)
- "Perpetuo" (1978., Zagreb film)
- "Riblje oko" (1980., Zagreb film)
- "Neboder"  (1981, Zagreb film)
- špica Svjetskog festivala  -  Zagreb 1982.
- "Tamo" (1985., Zagreb film)
- "Lice straha" (1986., Zagreb film)
- "Kod kuće je najbolje" (1988., Zagreb film)
- "Okrenut će vjetar" (1990, Zagreb film)
- serija crtanih filmova o Eurocatu - za Eurosong 1990. u Zagrebu
- špica filmskog festivala Alpe Adria u Trstu
- "Svi za Hrvatsku" (1991., produkcija HTV)
- "I Love You Too..." (1991., Zagreb film)
- špica Hrvatskog filmskog festivala u Puli
- "Zoo-Zoom" (1994, Animagination – Lousanne, Švicarska)
- film u povodu 50. godišnjice Ujedinjenih naroda
- "Better Than Father" (1998., Fuji inc. – Tokyo, Japan )
- "Miss Link" (1999., Zagreb film)
- "U susjedstvu grada" (2006., Ars Animata Studio, Zagreb)
- "Duga" - dugometražni animirani film (2010.,  Riblje oko, Zagreb)
- "Zašto su došli vlakom" (2015., Zagreb film)
- "Eutanazija" (2018., Zagreb film)

## Knjige
- Koze, vuci & magarci - knjiga karikatura, CDDO Zagreb, 1981.
- Pedeset valjanih razloga da djeca grizu nokte, literarno-esejistička autobiografska knjiga, Ceres, Zagreb, 2000. ISBN 953-207-009-5
- Istinita priča o Hrvatima, literarno-povijesno-ilustrirano djelo (također i na engleskom: Croats - the True Story), Naklada Slap, Jastrebarsko, 2002. ISBN 953-191-191-6
- Naših deset prstiju, Tipex, Zagreb 1993.
- Alkemija animiranog filma, (Joško Marušić i suradnici), stručno-esejistička knjiga, Meandar, Zagreb, 2004. ISBN 953-206-148-7
- Grgur iz Nina: moderna priča ispričana na staromodan način i obrnuto, Jesenski i Turk, Zagreb, 2005. ISBN 953-222-221-9

## Nagrade i odličja
- Dobitnik je Nagrade Grada Zagreba za 1996. godinu.
- Nositelj je najvećeg državnog odličja za kulturu - Red Danice hrvatske s likom Marka Marulića.
- dobitnik nagrade za životno djelo "Andrija Maurović" za strip
- dobitnik nagrade za životno djelo "Joško Kulušić" za novinarstvo

## Vanjske poveznice
- http://www.zagrebfilm.hr/katalog_autori_detail.asp?sif=103  Arhivirana inačica izvorne stranice od 2. travnja 2016. (Wayback Machine)